# Hexakloro-platina(IV)-sav
A hexakloro-platina(IV)-sav vagy hidrogén-hexakloro-platinát egy komplex vegyület, ami a platina királyvízben való oldásakor képződik. Általában hexahidrát (H2PtCl6 · 6H2O) alakjában található. A vegyület kristályai sötétsárga színűek. Vízben, alkoholban és éterben jól oldódik. Higroszkópos vegyület. Az irídiumtartalmú kristályai vörösbarna színűek.

## Kémiai tulajdonságai
A hexakloro-platina(IV)-sav egy erős kétbázisú sav, vizes oldatban H+-ionokra és [PtCl6]2- komplex ionokra disszociál.
Ha hevítik, előbb sósavat és vizet veszít, majd platinává alakul. Már alacsony hőmérsékleten is redukálódik hidrogén hatására. Kolloid platina válik ki, ha szén-monoxidot vezetnek az oldatába. Fekete csapadék válik le az oldatából foszfor-, arzén- és antimon-hidrogén hatására. A legtöbb fém redukálja, ekkor platina válik ki az oldatból. Kén-hidrogén hatására barna színű platina-szulfid (PtS2) csapadék válik le.

## Előállítása

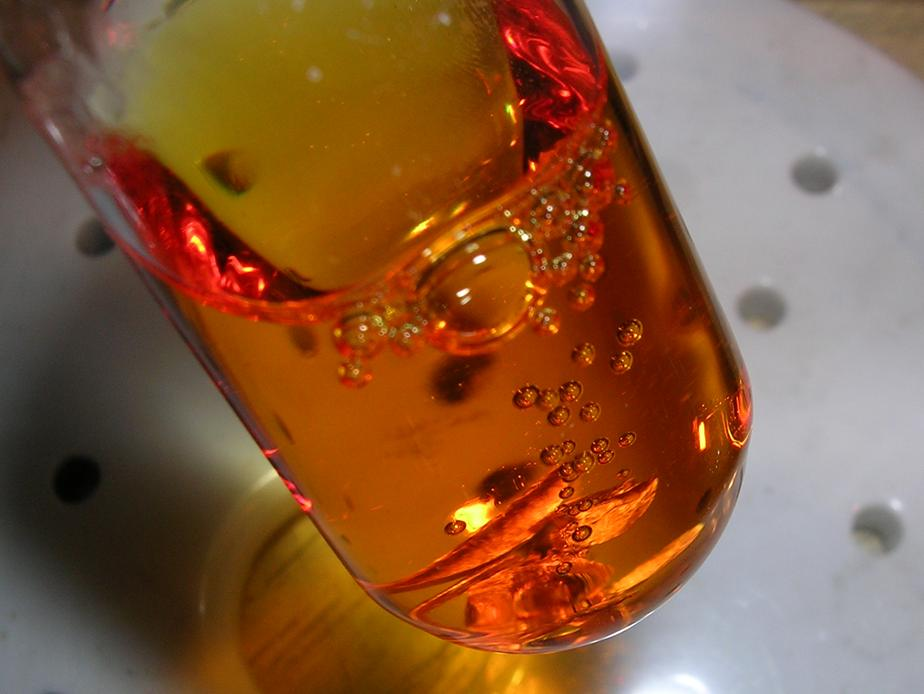
A platina oldódása forró királyvízben

Platina királyvízben való oldásával állítják elő. A keletkezett oldatot előbb besűrítik, majd kikristályosítják a vegyületet. Az oldáskor lejátszódó reakció egyenlete:
{\displaystyle \mathrm {3\ Pt+4\ HNO_{3}+18\ HCl\rightarrow 3\ H_{2}[PtCl_{6}]+4\ NO+8\ H_{2}O} }

## Felhasználása
Felhasználják elektrolitikus platinázásra. Vegyszerként alkalmazzák az analitikai kémiában, mert a kálium-, rubídium-, cézium- és ammóniumsója vízben rosszul oldódik. A citromsárga színű ammóniumsóját, az ammónium-hexakloro-platinát(IV)-et platinaszivacs előállítására használják. Hevítés hatására elbomlik, ekkor szivacsos fémplatina keletkezik, amit katalizátornak használnak és szűrőként alkalmazzák a súly szerinti mikroanalízisnél.

## Lásd még
- Hidrogén-tetrakloro-aurát, az arany királyvízben oldásakor keletkező vegyület